# Standartenführer

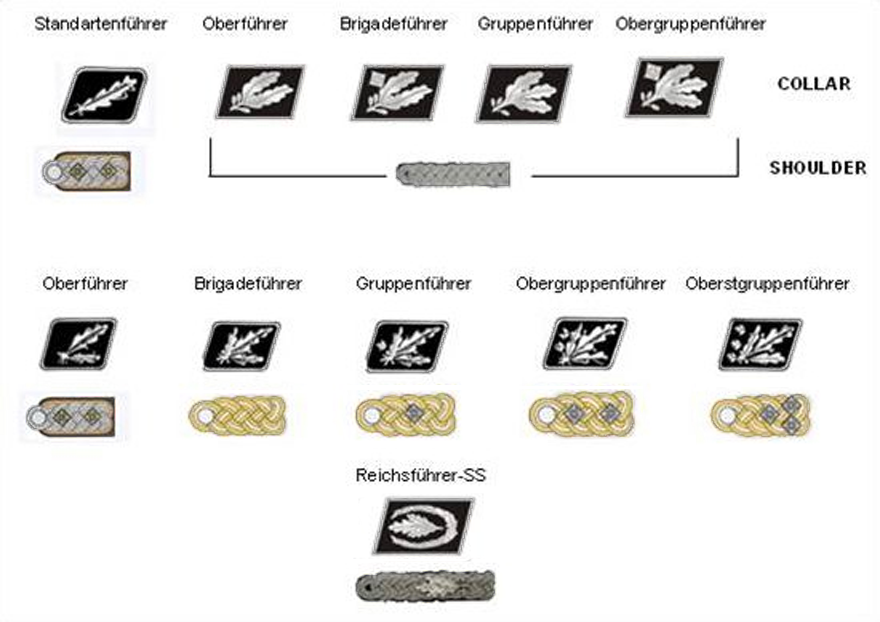
Insignes de grade (pattes de collet et pattes d’épaule) des uniformes des officiers de la SS, ayant au moins une feuille de chêne aux pattes de collet (ce sont des officiers généraux sauf pour les cas des Standartenführer et Oberführer) :
- de 1933 à avril 1942 (1re rangée, en haut) ;
- après avril 1942 (2e rangée, au milieu).
Les insignes du Reichsführer-SS (rangée du bas) sont restés inchangés de 1934 à 1945. Le grade d’Oberst-Gruppenführer n'est apparu qu'en 1942 (il ne figure donc pas dans la rangée du haut).

Standartenführer (abréviation Staf) était un grade paramilitaire du parti nazi, utilisé dans plusieurs organisations, telles que la SA, la SS, la NSKK et le NSFK.
À partir de 1932 dans la SS politique ou policière, puis à partir de 1938-1939 au sein de la Waffen-SS, il traduit une réelle fonction de commandement d'unités de combat. Ce grade est ainsi le deuxième plus haut grade d'officier supérieur : il se situe ainsi, dans le sens hiérarchique ascendant, entre le grade de Obersturmbannführer (équivalent de lieutenant-colonel, notamment dans l'armée française) et celui de Oberführer (plus haut grade d'officier supérieur, sans équivalence dans la plupart des autres armées, juste sous le grade de général « une étoile », ou général de brigade dans l'armée française).

## Contexte historique
Créé en 1925, le grade de Standartenführer devient l'un des premiers grades d'officier nazi à partir de 1928. Il est alors attribué aux officiers SA et SS qui sont à la tête d'unités connues sous le nom de Standarten, régiments de 300  à   500 hommes.
En 1929, les Standartenführer sont séparés en deux grades: Standartenführer (I) et Standartenführer (II). Cette idée est abandonnée en 1930, lorsque les SA et les SS développent leur système de grades, permettant une augmentation du nombre d'officiers, et de ce fait, du besoin d'une seule catégorie de Standartenführer.
En 1933, lorsque Adolf Hitler accède au poste de chancelier, le Standartenführer devient le plus important des grades d'officier supérieur, mais il est placé sous celui de Oberführer, qui est alors considéré comme le principal grade de général au sein de la SA et de la SS.
Au début de la Seconde Guerre mondiale, le Standartenführer est très largement répandu dans les rangs SS et SA.
Dans « l'organisation politico-policière et militaire » qu'est la SS du Troisième Reich, ce grade correspond à celui d'Oberst (des armées de terre ou de l’air, respectivement la Heer ou Luftwaffe) ou de Kapitän zur See (de la marine) au sein de la Wehrmacht (les forces armées du Reich). Il est l'équivalent de colonel, notamment dans l'Armée française.
Pour la partie politique de l’organisation, il constitue un titre honorifique et une reconnaissance de l'importance politique de son titulaire au sein du parti nazi.
En revanche, pour sa partie policière (Orpo, RSHA) ou sa partie militaire (Waffen-SS), il traduit une réelle fonction de commandement opérationnel, en général d'un régiment pour la Waffen-SS.
C'est le deuxième grade d'officier le plus élevé dans le corps des officiers supérieurs SS. Dans l'ordre hiérarchique descendant, pour les grades comportant une ou plusieurs feuilles de chêne au collet (les grades d’Oberführer et Standartenführer ne sont pas des grades d'officiers généraux, mais d'officiers supérieurs), on a le tableau suivant :
| Ordre hiérarchique descendant                         | Insignes de col (1942-1945) | Grade dans la SS        | Suffixe pour la police          | Suffixe pour la Waffen-SS         | Équivalent dans les armées de terre ou de l’air | Équivalent dans la marine |
| Officiers généraux                                    | Officiers généraux          | Officiers généraux      | Officiers généraux              | Officiers généraux                | Officiers généraux                              | Officiers généraux        |
| ----------------------------------------------------- | --------------------------- | ----------------------- | ------------------------------- | --------------------------------- | ----------------------------------------------- | ------------------------- |
| N/A                                                   | N/A                         | Pas d’équivalent        | N/A                             | N/A                               | Reichsmarschall                                 | Pas d’équivalent          |
| 1                                                     |                             | Reichsführer-SS         | und Chef der deutschen Polizei  | N/A                               | Generalfeldmarschall                            | Großadmiral               |
| 2                                                     |                             | SS-Oberst-Gruppenführer | und Generaloberst der Polizei   | und Generaloberst der Waffen-SS   | Generaloberst                                   | Generaladmiral            |
| 3                                                     |                             | SS-Obergruppenführer    | und General der Polizei         | und General der Waffen-SS         | General                                         | Admiral                   |
| 4                                                     |                             | SS-Gruppenführer        | und Generalleutnant der Polizei | und Generalleutnant der Waffen-SS | Generalleutnant                                 | Vizeadmiral               |
| 5                                                     |                             | SS-Brigadeführer        | und Generalmajor der Polizei    | und Generalmajor der Waffen-SS    | Generalmajor                                    | Konteradmiral             |
| Officiers supérieurs avec feuilles de chêne au collet |                             |                         |                                 |                                   |                                                 |                           |
| 6                                                     |                             | SS-Oberführer           | Néant                           | Néant                             | Pas d’équivalent                                | Kommodore                 |
| 7                                                     |                             | SS-Standartenführer     | und Oberst der Polizei          | Néant                             | Oberst                                          | Kapitän zur See           |

## Insignes de grade

Pattes de collets
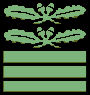
Camouflage

## Équivalents
- Wehrmacht : Oberst
- Armée française : colonel